# Crédit agricole (Maroc)
La Crédit agricole du Maroc est une banque marocaine à capitaux publics créée en 1961[source insuffisante].

## Histoire
En 1917, entrée en fonction de la Caisse Nationale de Crédit Agricole.
En 1996 est mise en place la salle des marchés du Crédit agricole marocain.
En 1999, la direction de la banque lance le Plan d'entreprise Oufok 2003. Ce plan est en fait une nouvelle stratégie qui vise à mettre à niveau l'institution et à engager les actions de redressement de sa situation financière. Tout cela dans le cadre d'un positionnement rénové en tant que banque rurale généraliste de proximité, travaillant en partenariat avec la filière agricole et le monde rural.
En 1999-2003, Mohamed Kafhali est nommé par le roi Mohammed VI directeur général de la banque
En 2003, Tariq Sijilmassi est nommé par le roi Mohammed VI directeur général de la banque (poste qu'il occupe toujours en août 2017). Il entreprend le changement juridique de la banque qui devient une société anonyme à directoire avec conseil de surveillance.
Alors qu'elle était en crise depuis longtemps, depuis 2004 la banque affiche désormais de meilleurs résultats.

## Domaine d'activités
Par le passé, orientée exclusivement vers l'agriculture, ce réseau bancaire s'est diversifié à partir des années 1990 vers l'agroalimentaire, le financement de crédit immobilier puis vers l'ensemble des secteurs économiques.
En juillet 2017, Le Crédit agricole du Maroc annonce qu'il va lancer Akhdar Bank. Cette une filiale de la banque va être spécialisée dans la finance islamique. Dès octobre 2017, elle devrait ouvrir une vingtaine d’agences au Maroc.